# العزيزات الجنوبية (أولاد غانم)
العزيزات الجنوبية هي إحدى مشيخات المملكة المغربية، تتبع جغرافيا و إداريا لإقليم الجديدة و لجماعة أولاد غانم. يقدر عدد سكانها بـ 9996 نسمة حسب الإحصاء الرسمي للسكان والسكنى لسنة 2004.